# 등각 장론
양자장론에서 등각 장론(等角場論, 영어: conformal field theory, 약자 CFT)은 등각 변환에 대하여 대칭적인 장론이다. 임의의 시공간 차원에서 정의할 수 있으나, 2차원 등각 장론의 경우는 특별한 성질을 지닌다. 응집물질물리학과 끈 이론에서 쓰인다.

## 전개

### 등각 대칭
리만 다양체 {\displaystyle (M,g)}의 등각 대칭군 {\displaystyle \operatorname {Conf} (M,g)}은 다음과 같은 리 군이다.
{\displaystyle \operatorname {Conf} (M,g)=\{(f,\phi )\in \operatorname {Diff} (M)\times {\mathcal {C}}^{\infty }(M,\mathbb {R} ^{+})\colon f^{*}g=\phi g\}}
즉, 등각 변환은 등거리변환이 되는, 미분동형사상과 바일 변환의 합성이다.
등각 대칭군의 리 대수는 다음과 같다. 우선 계량 부호수가 {\displaystyle (p,q)}인 {\displaystyle d=p+q}차원 유클리드 공간 ({\displaystyle \mathbb {R} ^{p,q}})을 생각하자. 만약 {\displaystyle d>2}인 경우, 등각 대칭군은 {\displaystyle SO(p+1,q+1)}을 이룬다. 그 생성자는 다음과 같다.
- {\displaystyle d}개의 시공 평행 이동
- {\displaystyle d(d-1)/2}개의 로런츠 변환
- {\displaystyle 1}개의 확대 변환(영어: dilatation)
- {\displaystyle d}개의 특수 등각 변환(영어: special conformal transformation)

특수 등각 변환은 반전(영어: inversion)과 평행 이동을 합성한 것이다. 여기서 반전이란
{\displaystyle I\colon x^{\mu }\mapsto x^{\mu }/x^{2}}
를 말한다. 즉 평행 이동
{\displaystyle T_{a}\colon x^{\mu }\mapsto x^{\mu }+a^{\mu }}
와 같이 쓰면, 특수 등각 변환은
{\displaystyle S_{a}=I\circ T_{a}\circ I}
의 꼴이다.
2차원 시공의 경우, (국소적) 등각군은 무한차원이다. 이 경우 등각 다양체는 (국소적으로) 리만 곡면 (1차원 복소 다양체)와 동등하고, 등각 변환은 리만 곡면 위의 정칙변환으로 나타난다. (민코프스키 부호수의 경우 윅 회전을 할 수 있다.) 그 대수는 고전적으로는 비트 대수(영어: Witt algebra), 양자화하면 비라소로 대수로 나타난다.

#### 축척 대칭과 등각 대칭
푸앵카레 대칭과 확대 대칭을 따르는 대부분의 이론들은 특수 등각 대칭 또한 따르므로, "축척 불변"(scale invariance)과 "등각 불변"(conformal invariance)을 구분하지 않는 경우가 많다. 그러나 이에 대한 예외도 존재한다.

### 등각장
등각 장론에서의 장 가운데 일부를 준일차장(準一次場, 영어: quasiprimary field)라 한다. 준일차장은 등각 변환 SO(p+1,q+1)에 대하여 자연스럽게 변화하는 장이다. 등각 장론의 모든 장은 준일차장과 그 도함수의 선형결합으로 나타낼 수 있다. 준일차장들은 축척 변환 {\displaystyle D}에 대한 고윳값인 등각 차원 {\displaystyle \Delta }와, 로런츠 대칭 {\displaystyle \operatorname {SO} (p,q)}의 표현 {\displaystyle l}에 의해 명시된다.
2차원의 경우, 일차장(一次場, 영어: primary field)은 준일차장 가운데 뫼비우스 변환 SO(1,3) 이외에도 임의의 등각 변환에 대하여 자연스럽게 변화하는 장이다. 일차장이 아닌 장은 이차장(二次場, 영어: secondary field)라 부른다.
푸앵카레 대칭에 대한 위그너 분류와 마찬가지로, 등각 대칭의 유니터리 표현들을 분류할 수 있다. {\displaystyle (p,q)=(d-1,1)}일 때, 유니터리 등각 준일차장의 가능한 등각 차원은 다음과 같다.
| 로런츠 표현                                                                      | 등각 차원의 하한                      | 하한을 포화하는 예                           |
| -------------------------------------------------------------------------------- | ------------------------------------- | -------------------------------------------- |
| 스칼라                                                                           | {\displaystyle \Delta \geq (d-2)/2}   | 자유 스칼라장                                |
| 스피너                                                                           | {\displaystyle \Delta \geq (d-1)/2}   | 자유 페르미온                                |
| 벡터                                                                             | {\displaystyle \Delta \geq d-1}       | 뇌터 보존류                                  |
| {\displaystyle p}차 미분 형식 ({\displaystyle 0<p\leq \lfloor d/2\rfloor })      | {\displaystyle \Delta \geq d-p}       | 전자기장 텐서 ({\displaystyle d=4,p=2})      |
| 완전 대칭 완전 무대각합 {\displaystyle \ell }-텐서 ({\displaystyle \ell \geq 1}) | {\displaystyle \Delta \geq d-2+\ell } | 에너지-운동량 텐서 ({\displaystyle \ell =2}) |

이들 하한들을 유니터리 하한(영어: unitarity bound)이라고 하며, 이들은 대체로 자유장에 의하여 포화된다.
이들 하한은 게이지 불변 연산자에만 적용된다. 예를 들어, 자유 전자기 퍼텐셜 {\displaystyle A_{\mu }}는 벡터임에도 불구하고 차원이 1이다. 하지만 이는 게이지 불변이 아니며, 게이지 불변 연산자인 전자기 텐서 {\displaystyle F_{\mu \nu }}는 유니터리 하한을 만족시킨다.
{\displaystyle d=2}인 경우, 유니터리 하한은 단순히 {\displaystyle h,{\bar {h}}\geq 0}이다. {\displaystyle d=3}인 경우, 스핀이 {\displaystyle j\in \{0,1/2,1,\dots \}}인 표현의 유니터리 하한은
{\displaystyle \Delta \geq \min\{2j,j+1\}}
이다.:(2.42), (2.43), (2.44)
{\displaystyle d=4}인 경우, 스핀이 {\displaystyle (j,{\tilde {\jmath }})}인 표현의 유니터리 하한은
{\displaystyle \Delta \geq j+{\tilde {\jmath }}+1+\min\{1/2,j\}+\min\{1/2,{\tilde {\jmath }}\}}
이다.:(2.45), (2.46)

## 성질

### 방사 양자화와 상태-연산자 대응성
등각 다양체로서, {\displaystyle \mathbb {R} ^{d}\setminus \{0\}}과 {\displaystyle S^{n-1}\times \mathbb {R} }은 서로 동치이다. 따라서, 초구 {\displaystyle S^{n-1}} 위에 정의된 등각 장론은 마치 원점을 제거한 유클리드 공간 위에 정의된 것으로 간주할 수 있다. 즉, 유클리드 공간에서의 직교좌표 {\displaystyle x^{i}\in \mathbb {R} ^{d}}가 주어지면, 원점으로부터의 거리 {\displaystyle r=|x|}를 시간으로 삼아 양자화할 수 있다. 이러한 양자화를 방사 양자화(放射量子化, 영어: radial quantization)라고 하며, 이는 일반적인 차원에서의 등각 장론에서 가능하다.:100 이에 따라, 일반적인 양자장론에서의 시간 순서(영어: time ordering)와 마찬가지로, 방사 순서(영어: radial ordering) 연산자
{\displaystyle R(A(x)B(y))={\begin{cases}A(x)B(y)&|x|>|y|\\B(y)A(x)&|x|<|y|\\\end{cases}}}
를 정의한다.:19 모든 상관 함수에서는 암묵적으로 방사 순서 연산자가 포함돼 있다. 즉, 아래에서 좌변과 같이 쓰더라도 암묵적으로 우변을 의미한다.
{\displaystyle \langle 1|O_{1}(z_{1})O_{2}(z_{2})\cdots O_{n}(z_{n})|1\rangle =\langle 1|R\left(O_{1}(z_{1})O_{2}(z_{2})\cdots O_{n}(z_{n})\right)|1\rangle }
또한, 원점에 국소 연산자를 삽입하는 것은 무한한 과거에서의 경계 조건을 결정하는 것과 같으며, 이는 경로 적분을 통해 현재 상태를 결정한다. 이와 반대로, 주어진 상태에 대하여, 이 상태를 만드는 국소 연산자를 정의할 수 있다. 즉, 등각 장론에서는 가능한 상태들과 가능한 국소 연산자들 사이의 일대일 대응이 존재한다. 이를 이를 상태-연산자 대응성(영어: state–operator correspondence)이라고 한다. 이 정의에 따라서, 진공 상태 {\displaystyle |1\rangle }에 대응하는 연산자는 항등 연산자 {\displaystyle 1}이다.
특히, 2차원의 경우 좌표는 보통 복소수 {\displaystyle z\in \mathbb {C} }로 나타내게 된다. 이 경우, {\displaystyle C^{\times }=\mathbb {C} \setminus \{0\}}과 {\displaystyle \mathbb {C} /2\pi i\cong S^{1}\times \mathbb {R} } 사이의 등각 동형사상은 지수함수
{\displaystyle z=\exp w=\exp(t+i\theta )}
로 간편하게 나타내어진다. 이 경우, 원점 {\displaystyle z=0} ({\displaystyle t=-\infty })는 무한 과거에 대응하며, 반면 {\displaystyle z={\widehat {\infty }}} ({\displaystyle t=+\infty })는 무한 미래에 해당한다.
이에 따라서, 등각 장론의 상태는 원점 근처에서의 데이터로 나타낼 수 있다. 즉, 국소 연산자 {\displaystyle O(z,{\bar {z}})}가 주어지면, 이 연산자를 원점(무한 미래)에 삽입하여, 연산자 {\displaystyle O}에 대응하는 초기 상태(브라) {\displaystyle |O\rangle }를 다음과 같이 정의할 수 있다.
{\displaystyle |O\rangle =\lim _{z,{\bar {z}}\to 0}O(z,{\bar {z}})|1\rangle }
연산자 {\displaystyle O}가 좌표 변환 {\displaystyle f(z)=1/z}에 대하여
{\displaystyle (f^{*}O)(z,{\bar {z}})=p(\partial f,{\bar {\partial }}f)O(f(z),f(z))}
의 꼴로 변환한다고 하면, 연산자 {\displaystyle O}에 대응하는 최종 상태(켓) {\displaystyle \langle O|}는
{\displaystyle \langle O|=\lim _{w,{\bar {w}}\to 0}\langle 1|O(w,w)=\lim _{z,{\bar {z}}\to \infty }\langle 1|{\frac {1}{f(z)}}O(z,{\bar {z}})}
가 된다. 무게가 {\displaystyle (h,{\bar {h}})}인 1차장의 경우
{\displaystyle (f^{*}O)(z,{\bar {z}})=(\partial f)^{h}({\bar {\partial }}{\bar {f}})^{\bar {h}}O(f(z),{\bar {f}}({\bar {z}}))}
의 꼴로 변환하므로,
{\displaystyle \langle O|=\lim _{z,{\bar {z}}\to {\widehat {\infty }}}\langle 1|z^{2h}{\bar {z}}^{2{\bar {h}}}O(z,{\bar {z}})}
이다. 1차장이 아닌 장들(예를 들어, 에너지-운동량 텐서 {\displaystyle T(z,{\bar {z}})})의 경우 변환 법칙은 더 복잡하다.

### 상관 함수의 성질
임의의 차원의 등각 장론에서, 2점 및 3점 상관 함수들은 모두 등각 대칭에 의하여 정해진다. 즉, 등각 대칭을 사용하여 임의의 세 점 {\displaystyle x_{1},x_{2},x_{3}\in \mathbb {R} ^{d}}을 각각 {\displaystyle 0,e_{1},\infty }로 보낼 수 있다 ({\displaystyle e_{1}=(1,0,0,\dots ,0)}). 다시 말해, 세 개의 점으로는 아무런 등각 불변량을 정의할 수 없다. 반면, 네 개의 점 {\displaystyle x_{1},x_{2},x_{3},x_{4}\in \mathbb {R} ^{d}}이 주어지면 비조화비라는 등각 불변량을 정의할 수 있다. 따라서, 등각 대칭은 3점 함수를 완전히 결정시키지만, 4점 함수는 완전히 결정시키지 못한다.

### 에너지-운동량 텐서
뇌터 정리 및 워드-다카하시 항등식에 따라, 등각 장론의 에너지-운동량 텐서의 대각합은 0이다. 2차원의 경우, 에너지-운동량 텐서를 진동 모드로 전개할 수 있고, 이에 따라 비라소로 대수를 얻는다.

### c-정리와a-정리
임의의 2차원 양자 장론에 대하여, c라는 값이 존재한다. 이는
- {\displaystyle c}는 재규격화군 흐름에 따라 항상 감소한다.
- {\displaystyle c}의 재규격화군 부동점 {\displaystyle g_{i}=g_{i}^{*}}에서는 {\displaystyle c(g_{i}^{*},\mu )}는 에너지에 상관없이 일정하다. 또한 이 경우 {\displaystyle c}의 값은 비라소로 대수의 중심원소의 값과 일치한다.

이는 재규격화군에 따라 높은 에너지의 물리가 잊혀지므로 그에 따라 자유도가 감소하는 것으로 해석할 수 있다. 이를 {\displaystyle c}-정리({\displaystyle c}-theorem)으로 일컫는다.
최근 고차원에서도 유사한 정리들이 발견되었다. 예를 들어, 4차원의 경우 2011년에 c와 유사한 a라는 값이 정의되었다.

## 2차원 등각 장론
2차원 등각 장론은 다른 차원의 등각 장론과 현저히 다른 현상을 보인다. 특히, 2차원에서는 등각 대칭이 무한 차원 대수인 비라소로 대수로 확장된다.

## 4차원 등각 장론

### 4차원 등각 대수
4차원 등각 대수는 {\displaystyle M_{\mu \nu }} (회전), {\displaystyle P_{\mu }} (병진), {\displaystyle D} (확대), {\displaystyle K_{\mu }} (특수 등각 변환)로 구성된다. 이 가운데 처음 둘은 푸앵카레 대칭을 이룬다. 이들은 다음과 같은 대수를 따른다.:98
{\displaystyle [D,K_{\mu }]=-iK_{\mu }}
{\displaystyle [D,P_{\mu }]=iP_{\mu }}
{\displaystyle [K_{\mu },P_{\nu }]=2i\eta _{\mu \nu }D-2iM_{\mu \nu }}
{\displaystyle [K_{\mu },M_{\nu \rho }]=i(\eta _{\mu \nu }K_{\rho }-\eta _{\mu \rho }K_{\nu })}
{\displaystyle [P_{\rho },M_{\mu \nu }]=i(\eta _{\rho \mu }P_{\nu }-\eta _{\rho \nu }P_{\mu })}
{\displaystyle [M_{\mu \nu },M_{\rho \sigma }]=i(\eta _{\nu \rho }M_{\mu \sigma }+\eta _{\mu \sigma }M_{\nu \rho }-\eta _{\mu \rho }M_{\nu \sigma }-\eta _{\nu \sigma }M_{\mu \rho })}
스칼라장의 경우, 이들은 다음과 같이 표현된다.:98
{\displaystyle M_{\mu \nu }=i(x_{\mu }\partial _{\nu }-x_{\nu }\partial _{\mu })}
{\displaystyle P_{\mu }=-i\partial _{\mu }}
{\displaystyle D=-ix_{\mu }\partial ^{\mu }}
{\displaystyle K_{\mu }=i(x^{2}\partial _{\mu }-2x_{\mu }x_{\nu }\partial ^{\nu })}
| 생성원 | 설명               | 보존량                                                                                      | 개수                     | 질량 차원 |
| ------ | ------------------ | ------------------------------------------------------------------------------------------- | ------------------------ | --------- |
| Mμν    | 회전과 로런츠 변환 | 각운동량 {\displaystyle x_{\nu }T_{\mu \rho }-x_{\mu }T_{\nu \rho }}                        | {\displaystyle d(d-1)/2} | 0         |
| Pμ     | 병진 변환          | 에너지-운동량 텐서 {\displaystyle T_{\mu \nu }}                                             | {\displaystyle d}        | 1         |
| D      | 확대 변환          | {\displaystyle x^{\mu }T_{\mu \nu }}:§1.1                                                   | 1                        | 0         |
| Kμ     | 특수 등각 변환     | {\displaystyle (2x_{\mu }x^{\lambda }-x^{2}\delta _{\mu }^{\lambda })T_{\lambda \nu }}:§1.1 | {\displaystyle d}        | −1        |

### 초등각 게이지 이론
4차원 {\displaystyle {\mathcal {N}}=2} 초대칭 게이지 이론에서는 재규격화군 베타 함수가 하나의 고리를 가진 파인먼 도형을 통해서만 보정된다. (물론 비섭동적으로 순간자에 의한 보정도 있다.) 따라서, 이 1개 고리 베타 함수의 계수가 0이고, 초퍼텐셜이 0이면 이론이 초등각 대칭을 가지게 된다. 베타 함수가 0일 조건은 각 게이지 군에 필요한 수만큼의 페르미온들이 존재해야 하는 것이다. 이는 다음 표와 같다.
| 게이지 군 | (기본 표현 하이퍼 초다중항) 맛깔의 수 |
| --------- | ------------------------------------- |
| SU(N)     | {\displaystyle 2N}:§1                 |
| USp(2N)   | {\displaystyle 2N+2}:§4.4:§3.1        |
| SO(N)     | {\displaystyle N-2}:§3.1              |

초등각 화살집 게이지 이론의 경우, 위 표는 D4-막과 NS5-막을 사용한 하나니-위튼 막 만화(영어: Hanany–Witten brane cartoon)으로 설명할 수 있다. 예를 들어, SU(N) 화살집의 경우, 물질 맛깔의 수는 NS5-막에 붙은 D4-막들의 수에 의해 주어지고, 이 경우 베타 함수는 NS5-막들의 휨에 의해 주어진다. 등각 대칭이 유지될 조건은 NS5-막의 양쪽에 같은 수의 D4-막이 붙어 있어, 양쪽으로의 장력이 서로 같아야 하는 조건이다.:§2.1, §4.1
초등각 화살집 게이지 이론들은 가이오토 이중성이라는 이중성들을 보인다. 이는 6차원 (2,0) 초등각 장론 (M5-막의 세계부피 이론)을 리만 곡면에 축소화하여 유도할 수 있다.

## 예
대표적인 등각 장론으로는 다음이 있다.
- 2차원
  - 최소 모형 — 이들은 완전히 분류된, 2차원 유니터리 유리(rational) 등각 장론들이다.[1]:45,97[16]:71–72[17] 이들은 유한 개의 1차장들을 가지며, 등각 붓스트랩(영어: conformal bootstrap)을 통해 완전히 풀 수 있다. 이들의 중심 원소는

{\displaystyle c=1-{\frac {6(m-n)}{mn}}} ({\displaystyle m,n}은 서로소 양의 정수)
의 꼴이다. 임계점 근처에서의 이징 모형과 3상태 포츠 모형은 최소 모형의 특수한 경우다.
- - 베스-추미노-위튼 모형은 아핀 리 대수로 정의되는 2차원 등각 장론이다. 이들은 3차원 위상 양자장론의 하나인 천-사이먼스 이론과 관련있다.
  - 리우빌 장론은 2차원 무리(irrational) 등각 장론이며, 하나의 딜라톤을 포함하는 2차원 양자 중력을 나타낸다. 행렬 이론과 관계있다.
  - (초)끈 이론에서, 기본 끈 위에 존재하는 세계면 이론은 2차원 (초)등각 장론이다.
- 3차원
  - M2-막 위에 존재하는 이론으로 여겨지는 ABJM 이론은 3차원 초등각 장론이다.
- 4차원
  - 4차원 {\displaystyle {\mathcal {N}}=4} 초대칭 양-밀스 이론은 초등각 장론이다. 이는 IIB종 초끈 이론에서 D3-막의 세계부피 이론이며, SL(2,ℤ) S-이중성을 가진다. 이는 AdS/CFT 대응성의 원래 예이다.
- 6차원
  - M5-막 위에 존재하는 세계면 이론은 6차원 (2,0) 초등각 장론이다.

## 응용

### 끈 이론
등각 장론은 끈 이론에서 중요하게 쓰인다. 끈의 세계면은 2차원이므로, 그 세계면 위에서는 2차원 장론이 존재한다. 이론의 일관성을 위하여 이 장론은 2차원 등각 장론이어야 한다. (초끈의 경우 이론은 2차원 𝒩=1 초등각 장론이 된다.) 이 장론의 등각 변칙이 시공의 차원을 26차원 (보존 이론) 또는 10차원 (초대칭 이론)으로 정한다. 또한, AdS/CFT 대응성에 따르면 특수한 경우 중력은 (3차원 또는 4차원 등의) 등각 장론과 같다. 따라서 {\displaystyle {\mathcal {N}}=4} 양-밀스 이론 등과 같은 등각 장론이 중요한 역할을 한다.

### 통계역학
등각 장론은 통계역학에서 침투(percolation) 현상 및 일반적인 임계 현상을 다루는 데 응용된다.

### 비입자
하워드 조자이는 실제 세계에서, 4차원 등각 장론을 따르는 입자들이 표준 모형 입자와 공존할 수 있다는 가능성을 제기하였다. 이 경우, 등각 장론을 따르는 장들은 통상적인 입자를 이루지 않으므로, 이러한 물질을 비입자(非粒子, 영어: unparticle)라고 한다.

## 역사
등각 장론은 1984년에 알렉산드르 아브라모비치 벨라빈(러시아어: Алекса́ндр Абрамо́вич Бела́вин)과 알렉산드르 마르코비치 폴랴코프, 알렉산드르 자몰롯치코프가 제창하였다.

## 같이 보기
- 등각 사상
- 임계 현상
- 초등각 장론
- 2차원 등각 장론
- 2차원 𝒩=1 초등각 장론
- 2차원 𝒩=2 초등각 장론
- 베스-추미노-위튼 모형
- 아핀 리 대수
- 끈 이론
- AdS/CFT 대응성